# 902

سنة 902 كانت سنة بسيطة تبدأ يوم الجمعة حسب التقويم اليولياني،

## أحداث
- فتح مدينة تاورمينا من قبل الأغالبة، وهي آخر مغاقل البيزنطيين في صقلية
- تولي علي المكتفي بالله بن أحمد المعتضد بالله الخلافة وانتقاله من الرقة إلى بغداد.

## مواليد
- الامام علي الهادي في الأول من رجب.

## وفيات
- الخليفة العباسي المعتضد بالله.